# Zanbaqi
Zanbaqi (tiếng Ả Rập: الزنبقي) là một ngôi làng Syria nằm ở Darkush Nahiyah thuộc huyện Jisr al-Shughur, Idlib. Theo Cục Thống kê Trung ương Syria (CBS), Zanbaqi có dân số 752 người trong cuộc điều tra dân số năm 2004.
Zanbaqi đã trở thành căn cứ cho một số lượng lớn phiến quân Hồi giáo Uyghur Turkistan và gia đình của họ ở Syria, ước tính khoảng 3.500, các trại quân sự trong khu vực đang đào tạo hàng trăm trẻ em từ các gia đình này; Truyền thông Hezbollah, truyền thông Iran và truyền thông chính phủ Syria cáo buộc tình báo Thổ Nhĩ Kỳ có liên quan đến việc vận chuyển những người Duy Ngô Nhĩ này qua Thổ Nhĩ Kỳ đến Syria, với mục đích sử dụng chúng trước tiên ở Syria để giúp Jabhat Al-Nusra và có được kinh nghiệm chiến đấu chống lại Quân đội Syria trước khi gửi họ trở về Tân Cương để chiến đấu chống lại Trung Quốc nếu họ sống sót.